# Chinteni
Chinteni é uma comuna romena localizada no distrito de Cluj, na região histórica da Transilvânia. A comuna possui uma área de 96.50 km² e sua população era de 2784 habitantes segundo o censo de 2009.